# Aeolopetra lanyuensis
Aeolopetra lanyuensis là một loài bướm đêm trong họ Crambidae.